# 12 правила за живот: Противотров за хаос
12 правила за живот: Противотров за хаос (енгл. 12 Rules for Life: An Antidote to Chaos) јесте књига самопомоћи канадског клиничког психолога и професора психологије Џордана Питерсона из 2018. године. Пружа савете о животу у оквиру сажетих етичких принципа, психологије, митологије, религије и личних анегдота. Књига је била на првом месту најпродаванијих књига у Канади, Сједињеним Америчким Државама и Уједињеном Краљевству, а продата је у више од три милиона примерака широм света. Питерсон је кренуо на светску турнеју ради промоције књиге, а био је примећен након интервјуа на Каналу 4 (енгл. Channel 4 News). Критичари су похвалили савете у књизи: Једни су похвалили, други пак критиковали њен нетипични стил којим је написана, а његово схватање Бога наишло је на разне полемике. Књига је написана приступачнијим стилом писања од његове претходне академске књиге — Мапе значења: Архитектура веровања (1999) (енгл. Maps of Meaning: The Architecture of Belief). 
Као наставак претходне, нова Питерсонова књига Изван реда: Још 12 правила за живот (енгл. Beyond Order: 12 More Rules for Life) објављена је 2. марта 2021. Као и са прошлом, критичари су подељених мишљења у вези са овом књигом.

## Преглед

### Позадна
Питерсоново интересовање за писање књиге настало је хобија одговарања на питања постављним на порталу Куора (енгл. Quora); једно од таквих питања било је: „Које су то највредније ствари које би свао требало да зна?”, његов одговор се састојао од 42 правила. Питерсон је изјавио: „Ово није написано само за друге људе, ово је и упозорење за мене.”

### 12 правила
Књига је подељена на поглавља, а сваки наслов представља једно од следећих дванаест животних правила: 
1. „Исправите се и испрсите се.”
2. „Односите се према себи као према некоме коме сте дужни да помажете.”
3. „Спријатељите се с људима који вам желе добро.”
4. „Поредите се са особом каква сте до били јуче, не са особом каква је неко други данас.”
5. „Не дозволите деци да раде оно због чега их нећете волети.”
6. „Пре него што почнете да критикујете свет, прво почистите своју кућу.”
7. „Тежите ономе што је значајно, не ономе што је пробитачно.”
8. „Говорите истину — или бар немојте лагати.”
9. „Претпоставите да особа коју слушате зна нешто што ви не знате.”
10. „Будите прецизни у говору.”
11. „Не гњавите децу док возе скејт.”
12. „Помилујте мачку када је сретнете на улици.”

### Садржаj
Примарна идеја књиге јесте да је „патња усађена у срж бића”. Иако то може бити неподношљиво, људи имају избор или да се предају, што је „самоубилачки гест” или да се суоче и то превазиђу. Међутим, живећи у свету реда и хаоса, свако људско биће има „таму” која га може „претворити у чудовиште какво је способан да постане” како би задовољило свој мрачне импулсе у одређеним ситуацијама. Научни експерименти попут Невидљивог гориле теста показују да је перцепција прилагођена циљевима и да је боље тражити смисао, а не срећу. Питерсон напомиње: 
„Добро је кад мислите да је смисао живота срећа, али шта се дешава кад сте несрећни? Срећа је велики нежељени ефекат. Када дође, прихватите је са захвалношћу. Али је пролазна и непредвидљива. Није нешто као чему треба стремити - зато што срећа није циљ. А ако је срећа сврха живота, шта се дешава кад си несрећан? Онда си ти неуспех.”
Књига истиче да су људи рођени са осећајем за етику и сврху, и да би требало да преузму одговорност за тражењем смисла изван сопствених интереса (поглавље 8, правило 7: „Тежите ономе што је значајно, а не ономе што је пробитачно.” Такво размишљање огледа се и у савременим причама као што су Пинокио, Краљ лавова, Хари Потер, као и у древним причама из Библије. „Исправите се и испрсите се” (поглавље 1, правило 1) значи „прихватити страшну животну одоворност”, жртвовати се, зато што се појединац мора уздихнути изнад самосажаљења и „да води свој живот на начин који захтева одбијање непосредног задовољења, како природних, тако и перверзних жеља.” Поређење са неуролошким структурама и понашањем јастога користи се као природни пример за формирање друштвене хијерархије.
Остали делови књиге истражују и критикују стање младића; васпитање које занемарује полне разлике између дечака и девојчица (критика презаштићености и модела табуле расе у друштвеним наукама); мушко-женске односе; пуцњаве у школама; религију и морални нихилизам; релативизам; и недостатак поштовања према вредностима које гаји западно друштво..
У последњем поглављу, Питерсон износи начине на које човек може да се избори са најтрагичнијим догађајима у свом животу, догађајима који су често изван контроле појединца. У њему описује сопствену, личну борбу након што је открио да му ћерка Михаила има ретку болест костију.  Поглавље је медитација о томе како гајити и неговати мале животне особине које се могу очувати (тј. „Мазити мачку када је сретнете”). Такође се наводи делотворан начин решавања потешкоћа: скраћивање временског обима одговорности (нпр. фокусирање на следећи минут, а не на следећа три месеца).
Норман Дојџ, канадски психијатар и психоаналитичар написао је предговор књиге.